# Alona Bondarenko
Alona Bondarenko, ukr. Альона Бондаренко (ur. 13 sierpnia 1984 w Krzywym Rogu) – ukraińska tenisistka, mistrzyni w deblu turnieju wielkoszlemowego.
Druga w kolejności spośród ukraińskich sióstr Bondarenko – dwie pozostałe siostry to starsza Wałerija i młodsza Kateryna.
W nierozstawionej parze z siostrą Kateryną wygrała finał deblowy wielkoszlemowego turnieju Australian Open 2008 naprzeciw rozstawionej z nr 12. parze Wiktoryja Azaranka–Szachar Pe’er wynikiem 2:6, 6:1, 6:4.

## Kariera tenisowa
Status profesjonalny uzyskała w 1999. Zadebiutowała na turniejach juniorskich rangi ITF w 1999, dochodząc do dwóch finałów gry podwójnej. Rok później, nadal w juniorskim cyklu rozgrywkowym, w parze z siostrą Walerią zwyciężyła w Kędzierzynie-Koźlu. Podobnie startowała w 2001, osiągając finał deblowy i półfinały singlowe. W 2002 zdobyła pierwszy tytuł singla w turnieju juniorskim ITF oraz drugi tytuł debla. Czterokrotnie odpadła w eliminacjach kwalifikacyjnych do turniejów zawodowych. Dopiero w 2003 dostała się do głównej drabinki dwóch turniejów: w Pattayi i w Bogocie. W obydwu odpadła w I rundzie. Jedenaście razy odpadła w eliminacjach kwalifikacyjnych (między innymi we wszystkich turniejach wielkoszlemowych). Tego roku odniosła kilka sukcesów w zawodach juniorskich.
Dwunastokrotnie zwyciężała w turniejach rangi ITF. W zawodowym tenisie zadebiutowała w turnieju w 2002 w Palermo, przegrywając w I rundzie eliminacji. Dopiero w 2005 dotarła do drabinki głównego turnieju Australian Open 2005. Jej pierwszy zwycięski mecz jako zawodowa tenisistka miał miejsce z Maret Ani w pierwszej rundzie w turnieju ITF w Tallinnie. Doszła do finału w Hajdarabadzie, co pozwoliło jej zadomowić się w czołowej 100 rankingu WTA. W turnieju Hyderabad Open została pierwszą Ukrainką, która zagrała w finale zawodowej imprezy tenisowej. Był to jeden z jej najlepszych występów w karierze: po drodze pokonała Annę-Lenę Grōnefeld.
Pierwszy sukces na arenie międzynarodowej odniosła w 2004 w Bogocie, gdzie wygrała swój pierwszy zawodowy mecz w głównej drabince. Na turnieju ITF w Bari zwyciężyła, pokonując w finale swoją siostrę, Katerynę. W 2005 na Wimbledonie pokonała nr 20 Tatianę Golovin.
Największy sukces w singlu odniosła w 2006 w Luksemburgu, gdzie okazała się najlepszą zawodniczką. W drodze po główną premię pokonała Mary Pierce, Květę Peschke i w finale Francescę Schiavone (była nierozstawiona).
Rozpoczęła rok 2007 turniejem w Hobart, przegrywając w II rundzie z Alicią Molik. Była wówczas 32. zawodniczką w rankingu WTA. W Australian Open 2007 przegrała w IV rundzie z Kim Clijsters.
Później przegrała w Dosze, pokonana już na początku turnieju przez Marię Elenę Camerin. W turnieju na amerykańskiej wyspie Amelia Island, zanim została pokonana przez Jelenę Janković, wygrała z Jarosławą Szwiedową i Giselą Dulko. W warszawskim turnieju J&S Cup 2007 doszła do finału singla, po czym uległa Justine Henin, a w deblu tego samego turnieju, do półfinału w parze z siostrą Kateryną.
W nierozstawionej parze z siostrą Kateryną wygrała finał deblowy wielkoszlemowego turnieju Australian Open 2008 naprzeciw rozstawionej z nr 12. parze Wiktoryja Azaranka–Szachar Pe’er wynikiem 2:6, 6:1, 6:4.
Po raz drugi w swojej karierze dotarła w 2009 do finału turnieju Warsaw Open w Warszawie. Podobnie jak w 2007 roku musiała uznać wyższość rywalki, grającej po raz pierwszy w finale turnieju WTA, Rumunki Alexandry Dulgheru 6:7(3), 6:3, 0:6.
Sezon w 2010 rozpoczęła zwycięstwem w turnieju Moorilla Hobart International. Pokonała kolejno Sybille Bammer, Alizé Cornet, Zheng Jie, najwyżej rozstawioną Anabel Mediną Garrigues oraz w finale Szachar Pe’er 6:2, 6:4. Był to drugi triumf Bondarenko w karierze, pierwszy po ponad trzyletniej przerwie.
Miała wystąpić w rywalizacji singlowej i deblowej podczas XXX Letnich Igrzysk Olimpijskich, jednak wycofała się z rozgrywek z powodu kontuzji.
W 2016 roku postanowiła wznowić karierę tenisową.

## Życie prywatne
12 lipca 2010 wyszła za mąż za swojego trenera, Nikołaja Diaczoka. 30 maja 2015 urodziła syna, Eugena.

## Historia występów wielkoszlemowych
Legenda
     W, wygrany turniej
     F, przegrana w finale
     SF, przegrana w półfinale
     QF, przegrana w ćwierćfinale
     xR, przegrana w x rundzie
     Qx, przegrana w x rundzie kwalifikacji
     A, brak startu

### Występy w grze pojedynczej
| Australian Open        | A   | A   | A   | A   | Q2  | Q2  | 1R | 1R | 3R | 2R | 3R | 4R | A   | koniec kariery | koniec kariery | A    | 0 / 8  | 10 – 8  |  |  |  |  |  |  |  |  |
| French Open            | A   | A   | A   | A   | Q1  | Q1  | 1R | 1R | 2R | 1R | 1R | 3R | 1R  | koniec kariery | koniec kariery | A    | 0 / 9  | 3 – 9   |  |  |  |  |  |  |  |  |
| Wimbledon              | A   | A   | A   | A   | Q1  | Q2  | 3R | 1R | 3R | 2R | 1R | 3R | 1R  | koniec kariery | koniec kariery | A    | 0 / 9  | 8 – 9   |  |  |  |  |  |  |  |  |
| US Open                | A   | A   | A   | A   | Q2  | Q3  | 1R | 2R | 3R | 3R | 2R | 3R | 1R  | koniec kariery | A              | A    | 0 / 9  | 11 – 9  |  |  |  |  |  |  |  |  |
|                        |     |     |     |     |     |     |    |    |    |    |    |    |     |                |                |      |        |         |  |  |  |  |  |  |  |  |
| Ranking na koniec roku | 652 | 493 | 378 | 191 | 190 | 126 | 73 | 32 | 22 | 32 | 33 | 36 | 253 | –              | –              | 1159 | 0 / 35 | 32 – 35 |  |  |  |  |  |  |  |  |

### Występy w grze podwójnej
| Australian Open        | A   | A   | A   | A   | A   | A   | 2R  | A  | 2R | W  | 1R | 1R  | A   | koniec kariery | koniec kariery | A   | 1 / 5  | 7 – 4   |  |  |  |  |  |  |  |  |  |
| French Open            | A   | A   | A   | A   | A   | A   | A   | 3R | 2R | SF | 2R | QF  | 1R  | koniec kariery | koniec kariery | A   | 0 / 6  | 11 – 6  |  |  |  |  |  |  |  |  |  |
| Wimbledon              | A   | A   | A   | A   | A   | A   | 1R  | 1R | 2R | A  | 1R | 1R  | A   | koniec kariery | koniec kariery | A   | 0 / 5  | 1 – 5   |  |  |  |  |  |  |  |  |  |
| US Open                | A   | A   | A   | A   | A   | A   | A   | 2R | 2R | 3R | 1R | 2R  | 2R  | koniec kariery | A              | A   | 0 / 6  | 6 – 6   |  |  |  |  |  |  |  |  |  |
|                        |     |     |     |     |     |     |     |    |    |    |    |     |     |                |                |     |        |         |  |  |  |  |  |  |  |  |  |
| Ranking na koniec roku | 486 | 386 | 353 | 283 | 235 | 137 | 147 | 51 | 53 | 11 | 39 | 104 | 249 | –              | –              | 582 | 1 / 22 | 25 – 21 |  |  |  |  |  |  |  |  |  |

### Występy w grze mieszanej
| Australian Open | A | A | A | A | A | A | A | A | A | A | 1R | A | A | koniec kariery | koniec kariery | A | 0 / 1 | 0 – 1 |  |  |  |  |  |  |  |  |  |
| French Open     | A | A | A | A | A | A | A | A | A | A | A  | A | A | koniec kariery | koniec kariery | A | 0 / 0 | 0 – 0 |  |  |  |  |  |  |  |  |  |
| Wimbledon       | A | A | A | A | A | A | A | A | A | A | A  | A | A | koniec kariery | koniec kariery | A | 0 / 0 | 0 – 0 |  |  |  |  |  |  |  |  |  |
| US Open         | A | A | A | A | A | A | A | A | A | A | A  | A | A | koniec kariery | A              | A | 0 / 0 | 0 – 0 |  |  |  |  |  |  |  |  |  |
|                 |   |   |   |   |   |   |   |   |   |   |    |   |   |                |                |   |       |       |  |  |  |  |  |  |  |  |  |
|                 |   |   |   |   |   |   |   |   |   |   |    |   |   |                |                |   | 0 / 1 | 0 – 1 |  |  |  |  |  |  |  |  |  |

## Finały turniejów WTA
| Legenda                     | Legenda |
| --------------------------- | ------- |
| Wielki Szlem                |         |
| Igrzyska olimpijskie        |         |
| WTA Tour Championships      |         |
| 1988 – 2008                 |         |
| Kategoria I                 |         |
| Kategoria II                |         |
| Kategoria III               |         |
| Kategoria IV                |         |
| Kategoria V                 |         |
| 2009 – 2020                 |         |
| WTA Premier Mandatory       |         |
| WTA Premier 5               |         |
| WTA Premier                 |         |
| WTA International Series    |         |
| WTA 125K series (2012–2020) |         |

### Gra pojedyncza 5 (2–3)
| Końcowy wynik | Nr | Data             | Turniej    | Nawierzchnia  | Przeciwniczka       | Wynik finału     |
| ------------- | -- | ---------------- | ---------- | ------------- | ------------------- | ---------------- |
| Finalistka    | 1. | 12 lutego 2005   | Hajdarabad | Twarda        | Sania Mirza         | 4:6, 7:5, 3:6    |
| Zwyciężczyni  | 1. | 25 września 2006 | Luksemburg | Twarda (hala) | Francesca Schiavone | 6:3, 6:2         |
| Finalistka    | 2. | 6 maja 2007      | Warszawa   | Ceglana       | Justine Henin       | 1:6, 3:6         |
| Finalistka    | 3. | 23 maja 2009     | Warszawa   | Ceglana       | Alexandra Dulgheru  | 6:7(3), 6:3, 0:6 |
| Zwyciężczyni  | 2. | 16 stycznia 2010 | Hobart     | Twarda        | Szachar Pe’er       | 6:2, 6:4         |

### Gra podwójna 6 (4–2)
| Końcowy wynik | Nr | Data             | Turniej         | Nawierzchnia  | Partnerka           | Przeciwniczki                             | Wynik finału  |
| ------------- | -- | ---------------- | --------------- | ------------- | ------------------- | ----------------------------------------- | ------------- |
| Zwyciężczyni  | 1. | 22 maja 2006     | Stambuł         | Ceglana       | Anastasija Jakimawa | Sania Mirza Alicia Molik                  | 6:2, 6:4      |
| Zwyciężczyni  | 2. | 26 stycznia 2008 | Australian Open | Twarda        | Kateryna Bondarenko | Wiktoryja Azaranka Szachar Pe’er          | 2:6, 6:1, 6:4 |
| Zwyciężczyni  | 3. | 10 lutego 2008   | Paryż           | Twarda (hala) | Kateryna Bondarenko | Eva Hrdinová Vladimíra Uhlířová           | 6:1, 6:4      |
| Finalistka    | 1. | 16 stycznia 2009 | Hobart          | Twarda        | Kateryna Bondarenko | Gisela Dulko Flavia Pennetta              | 2:6, 6:7(4)   |
| Finalistka    | 2. | 6 lipca 2009     | Budapeszt       | Ceglana       | Kateryna Bondarenko | Alisa Klejbanowa Monica Niculescu         | 4:6, 6:7(5)   |
| Zwyciężczyni  | 4. | 19 lipca 2009    | Praga           | Ceglana       | Kateryna Bondarenko | Iveta Benešová Barbora Záhlavová-Strýcová | 6:1, 6:2      |

## Finały turniejów rangi ITF
| turnieje z pulą nagród 100 000 $ |
| turnieje z pulą nagród 75 000 $  |
| turnieje z pulą nagród 50 000 $  |
| turnieje z pulą nagród 25 000 $  |
| turnieje z pulą nagród 15 000 $  |
| turnieje z pulą nagród 10 000 $  |

### Gra pojedyncza 9 (5–4)
| Rezultat     |    | Data       | Turniej       | ($)     | Naw.           | Przeciwniczka          | Wynik         |
| Finalistka   | 1. | 02/04/2000 | Kalamata      | 10 000  | Twarda         | Jekatierina Kozoczkina | 5:7, 5:7      |
| Zwyciężczyni | 1. | 30/06/2002 | Fontanafredda | 25 000  | Ceglana        | Mara Santangelo        | 6:3, 6:0      |
| Finalistka   | 2. | 29/09/2002 | Batumi        | 75 000  | Twarda         | Nadieżda Ostrovskaya   | 6:1, 3:6, 4:6 |
| Zwyciężczyni | 2. | 07/09/2003 | Żukowskij     | 25 000  | Ceglana        | Olha Sawczuk           | 6:2, 6:3      |
| Zwyciężczyni | 3. | 25/04/2004 | Bari          | 25 000  | Ceglana        | Kateryna Bondarenko    | 2:6, 6:2, 6:4 |
| Finalistka   | 3. | 04/07/2004 | Orbetello     | 75 000  | Ceglana        | Catalina Castaño       | 6:2, 2:6, 3:6 |
| Finalistka   | 4. | 21/11/2004 | Deauville     | 50 000  | Ceglana (hala) | Květa Peschke          | 0:6, 3:6      |
| Zwyciężczyni | 4. | 19/03/2006 | Orange        | 50 000  | Twarda         | Yvonne Meusburger      | 6:3, 7:5      |
| Zwyciężczyni | 5. | 12/09/2007 | Charków       | 100 000 | Twarda         | Wiesna Manasijewa      | 6:1, 6:1      |

### Gra podwójna 15 (8–7)
| Rezultat     |    | Data       | Turniej          | ($)     | Naw.           | Partnerka           | Przeciwniczki                                     | Wynik            |
| Finalistka   | 1. | 25/04/1999 | Hvar             | 10 000  | Ceglana        | Wałerija Bondarenko | Rewa Hudson Shelley Stephens                      | 2:6, 6:4, 3:6    |
| Finalistka   | 2. | 06/06/1999 | Kędzierzyn-Koźle | 10 000  | Ceglana        | Wałerija Bondarenko | Katarzyna Teodorowicz-Lisowska Anna Bieleń-Żarska | 7:5, 4:6, 1:6    |
| Zwyciężczyni | 1. | 18/06/2000 | Kędzierzyn-Koźle | 10 000  | Ceglana        | Wałerija Bondarenko | Jelena Kowalczuk Olga Łazarczuk                   | 6:4, 6:2         |
| Finalistka   | 3. | 12/08/2001 | Kędzierzyn-Koźle | 10 000  | Ceglana        | Wałerija Bondarenko | Petra Kucová Blanka Kumbarová                     | 1:6, 2:6         |
| Finalistka   | 4. | 25/08/2002 | Maribor          | 25 000  | Ceglana        | Olga Kalyuzhnaya    | Tina Hergold Eszter Molnár                        | 1:6, 1:6         |
| Zwyciężczyni | 2. | 20/10/2002 | Joué-lès-Tours   | 25 000  | Twarda (hala)  | Wałerija Bondarenko | Michaela Paštiková Jasmin Wöhr                    | 7:6(4), 4:6, 6:3 |
| Zwyciężczyni | 3. | 01/06/2003 | Warszawa         | 10 000  | Ceglana        | Wałerija Bondarenko | Iryna Kurjanowicz Olga Łazarczuk                  | 6:3, 6:4         |
| Zwyciężczyni | 4. | 07/09/2003 | Żukowskij        | 25 000  | Ceglana        | Wałerija Bondarenko | Gulnara Fattakhetdinova Marija Kondratjewa        | 6:7(6), 6:4, 6:3 |
| Finalistka   | 5. | 18/04/2004 | Biarritz         | 25 000  | Ceglana        | Wałerija Bondarenko | Marija Korytcewa Ołena Tatarkowa                  | 5:7, 0:6         |
| Zwyciężczyni | 5. | 04/07/2004 | Orbetello        | 75 000  | Ceglana        | Galina Fokina       | Andreea Ehritt-Vanc Juliana Fedak                 | 6:7(5), 6:2, 7:5 |
| Zwyciężczyni | 6. | 25/07/2004 | Innsbruck        | 50 000  | Ceglana        | Galina Fokina       | Stanislava Hrozenská Lenka Němečková              | 6:2, 6:4         |
| Zwyciężczyni | 7. | 26/09/2004 | Batumi           | 50 000  | Twarda         | Galina Fokina       | Anna Bastrikova Irina Kotkina                     | 6:2, 6:2         |
| Finalistka   | 6. | 20/11/2005 | Deauville        | 50 000  | Ceglana (hala) | Kateryna Bondarenko | Stéphanie Cohen-Aloro Salima Safar                | 3:6, 1:6         |
| Zwyciężczyni | 8. | 19/03/2006 | Orange           | 50 000  | Twarda         | Kateryna Bondarenko | Stéphanie Dubois Lilia Osterloh                   | 6:2, 6:4         |
| Finalistka   | 7. | 12/09/2007 | Charków          | 100 000 | Twarda         | Kateryna Bondarenko | Marija Korytcewa Darja Kustawa                    | 6:7(10), 3:6     |

## Występy w igrzyskach olimpijskich

### Gra pojedyncza
| Runda                                                                     | Przeciwniczka               | Wynik          |  |
| ------------------------------------------------------------------------- | --------------------------- | -------------- |  |
|                                                                           |                             |                |  |
| Letnie Igrzyska Olimpijskie w Pekinie 2008, reprezentując państwo Ukraina |                             |                |  |
| I runda                                                                   | Wenezuela: Milagros Sequera | 3:6, 0:1 krecz |  |
| II runda                                                                  | Serbia: Jelena Janković [2] | 5:7, 1:6       |  |

### Gra podwójna
| Runda                                                                     | Partnerka               | Przeciwniczki                                           | Wynik         |
| ------------------------------------------------------------------------- | ----------------------- | ------------------------------------------------------- | ------------- |
|                                                                           |                         |                                                         |               |
| Letnie Igrzyska Olimpijskie w Pekinie 2008, reprezentując państwo Ukraina |                         |                                                         |               |
| I runda                                                                   | Kateryna Bondarenko [6] | Polska: Marta Domachowska / Agnieszka Radwańska         | 6:3, 6:2      |
| II runda                                                                  | Kateryna Bondarenko [6] | Białoruś: Wolha Hawarcowa / Darja Kustawa               | 6:1, 6:3      |
| Ćwierćfinał                                                               | Kateryna Bondarenko [6] | Włochy: Flavia Pennetta / Francesca Schiavone           | 6:1, 3:6, 7:5 |
| Półfinał                                                                  | Kateryna Bondarenko [6] | Stany Zjednoczone: Serena Williams / Venus Williams [2] | 6:4, 4:6, 1:6 |
| O brązowy medal                                                           | Kateryna Bondarenko [6] | Chiny: Yan Zi / Zheng Jie [8]                           | 2:6, 2:6      |